# Jesairosaurus
Jesairosaurus is een geslacht van uitgestorven vroege archosauromorfe reptielen, bekend uit de provincie Illizi in Algerije. Het is bekend van de enige soort Jesairosaurus lehmani. Hoewel het een potentiële verwant is van de tanystropheïden met lange nek, wordt dit lichtgebouwde reptiel gekenmerkt door zijn relatief korte nek en verschillende schedeleigenschappen.

## Etymologie en ontdekking
Fossiel materiaal is bekend sinds 1957. Veel van het materiaal is teruggevonden tijdens Franse expedities in de late jaren 1950 en 1960 en gedeponeerd in het Laboratoire de Paleontologie van het Museum national d'Histoire naturalle in Parijs. In deze instelling werden in de daaropvolgende jaren Algerijnse fossielen geprepareerd. Verschillende vermeende procolophonide skeletten die in 1971 werden gerapporteerd, werden later in 1990 gedetermineerd als behorend tot de prolacertiformen. De term prolacertiformen wordt nu beschouwd als een onnatuurlijke polyfyletische groepering van vroege archosauromorfen, verre verwanten van krokodillen en dinosauriërs (inclusief vogels). Deze met een korst hard hematiet bedekte skeletten werden uiteindelijk geprepareerd en beschreven door Nour-Eddine Jalil als het nieuwe geslacht en de nieuwe soort Jesairosaurus lehmani in 1997.
De geslachtsnaam Jesairosaurus betekent 'hagedis van Al Jesaire' (hoewel Jesairosaurus geen echte hagedis is), in verwijzing naar de Arabische naam voor Algerije. De soortaanduiding eert J.P. Lehman voor het voor het als eerste beschrijven van gewerveld materiaal uit het Trias van Algerije.
Het holotype van Jesairosaurus lehmani is ZAR 06, een gedeeltelijk skelet met een in verband liggende en driedimensionaal geconserveerde schedel, schoudergordel, halswervels en een gedeeltelijk linkeropperarmbeen. Het is ook bekend van negen paratypen, waaronder ZAR 07 (een gedeeltelijke schedel), ZAR 08 (een gedeeltelijke schedel en postcraniale skeletten), ZAR 09 (twee gedeeltelijke postcraniale skeletten) en ZAR 10-15, verschillende postcraniale materialen waaronder wervels, schouder- en bekkengordels, en zelfs een gedeeltelijke achterpoot in ZAR 15. Deze exemplaren werden verzameld in de Gour Laoud, vindplaats 5n003, uit de basis van onderliggende zandsteen van de Lower Zarzaïtine-formatie of Zarzaïtine Series, daterend uit de Anisien-Olenekien van de Vroeg- tot Midden-Trias.

## Beschrijving

### Schedel

#### Snuitbeenderen en verhemelte
De schedel is laag, met grote oogkassen en een smal en relatief kort preorbitaal gebied (gedeelte voor de ogen). De precieze vorm van de neusgaten is onbekend, maar ze waren waarschijnlijk volledig omringd door de grote maar smalle premaxillae (gepaarde tanddragende botten van de snuittip) op basis van de structuur van de botten van de snuit. Het hoofdlichaam van elke premaxilla was lang en bezat een groot aantal tandposities. Hoewel er in de rechterpremaxilla van het holotype slechts zes tanden bewaard waren, was er ruimte voor maximaal negen of tien extra tanden.
Elke bovenkaaksbeen (een tanddragend bot aan de zijkant van de snuit) heeft een kort voorste en dorsaal uitsteeksel (voorwaartse en opwaartse extensies in het voorste deel van elke bovenkaak), maar een lang en rechthoekig achterste uitsteeksel dat het grootste deel van de onderrand van de oogkas vormt. Het voorste deel van het bovenkaakbeen heeft een hol profiel en een gat boven de derde tand. In elk bovenkaaksbeen waren naar schatting twintig tot eenentwintig tanden aanwezig. De voorrand van elke oogkas werd gevormd door een prefrontaal bot en tussen elke prefrontale en maxilla was een dun traanbeen aanwezig. Het traanbeen maakte waarschijnlijk geen deel uit van de rand van de oogkas of de neusgaten.
De verhemeltebeenderen van het verhemelte in het voorste deel van de snuit maakten uitgebreid contact met de maxillae. Sommige botten in het voorste deel van het verhemelte (waarschijnlijk de ploegschaarbeenderen) waren ook bedekt met kleine tandjes. Tandjes waren ook aanwezig in de achterkant van het verhemelte, waarschijnlijk op de pterygoïde en achterste delen van de verhemeltebeenderen. De interpterygoïde holten (grote gaten aan de zijkant van het verhemelte) waren lang en dun, terwijl de fenestrae subtemporales (gaten in de achterkant van het gehemelte waar de kaakspieren zich doorheen strekken) groot zijn.

#### Postorbitale gebied
De achterste onderste hoeken van de oogkassen worden gevormd door de jukbeenderen, die zich uitstrekken tot het onderste deel van het postorbitale gebied van de schedel (achter de ogen). Elk jukbeen heeft een lang uitlopende achterste tak die zo ver terug reikte als het squamosum aan de achterkant van de schedel. Deze achterste tak strekt zich echter uit boven elk onderste slaapvenster, een gat in de zijkant van het achterste deel van de schedel. Hierdoor blijft het gat aan de onderkant volledig open, terwijl bij veel andere reptielen het jukbeen het gat vanaf de onderkant omsluit.
Net boven elk jukbeen ligt een driehoekig postorbitaal bot. Het dunne dorsale uitsteeksel van elke postorbitale maakt deel uit van de voorrand van elke bovenste slaapvenster, een groot en rond gat aan de bovenkant van de achterkant van de schedel. De voorrand van elke postorbitale maakt contact met een matig groot postfrontaal bot, dat deel uitmaakt van zowel de achterrand van de oogkas als de voorrand van het bovenste slaapvenster. Achter de achterste punt van elk jukbeen ligt een ruitvormig squamosum, dat de onderrand van het bovenste slaapvenster vormt. De holle achterrand van elk squamosum articuleert met de bolvormige voorrand van elk quadratum, waardoor een robuust en onbuigzaam 'pen-en-gat'-gewricht ontstaat. Elk quadratum is robuust en wijst naar beneden en naar achteren, maar er is geen bewijs dat Jesairosaurus quadratojugalen bezat (botten die het jukbeen en het quadratum met elkaar verbinden). Bovendien mist het quadratum een duidelijk holle achterrand en naar buiten uitstekende voorrand, in tegenstelling tot de toestand bij lepidosauromorfen (reptielen die dichter bij hagedissen staan dan bij krokodillen en dinosauriërs).

#### Schedeldak en hersenpan
De voorhoofdsbeenderen, die het deel van het schedeldak tussen de ogen innemen, zijn rechthoekig en vormen het grootste deel van de bovenrand van de oogkassen. De wandbeenderen, die zich achter de voorhoofdsbeenderen en tussen de bovenste slaapvensters bevinden, zijn kleiner dan de voorhoofdsbeenderen en hebben laterale (buitenwaartse) verlengingen die naar beneden uitsteken om de achterrand van de bovenste slaapvensters te vormen. Het voorste deel van de wandbeenderen loopt taps toe naar binnen boven de oogkassen, en in sommige exemplaren (zoals ZAR 07) is een klein foramen pineale te zien, volledig omsloten door dat deel van de wandbeenderen. Het foramen pineale is een gat in het midden van de schedel waarin in sommige tegenwoordige reptielen een sensorisch orgaan zit dat soms wordt aangeduid als een 'derde oog'.
Het supraoccipitale bot, het deel van de hersenpan direct boven het foramen magnum (de schedelopening voor het ruggenmerg), is groot en van bovenaf zichtbaar, maar maakt geen contact met de wandbeenderen. De paroccipitale uitsteeksels van de opisthotica (binnenoorbeenderen aan de zijkant van het foramen magnum) zijn breed genoeg om de squamosa, quadrata en zijtakken van de wandbeenderen aan de zijkanten van het hoofd te bereiken. Het basioccipitale bot direct onder het foramen magnum heeft een lichte kiel langs de onderrand. De condylus occipitalis, een verlenging van het basioccipitale die aansluit op de halswervels, bevindt zich verder naar voren op de schedel dan het gewricht tussen de schedel en de onderkaak.

#### Onderkaak en tanden
De onderkaken zijn recht en slank, gevormd door het dentarium aan de voorkant en het spleniale en angulare aan de achterkant. De voorste punt van de onderkaken buigt heel licht naar beneden en naar binnen. De tanden van Jesairosaurus zijn puntig en zeer licht gebogen, hoewel ze ook conisch zijn (vooral in de bovenkaak) en slechts licht overdwars afgeplat. Bovendien zijn de tanden subthecodont (ook bekend als pleurothecodont). Dit betekent dat de tanden in holtes waren geplaatst in een lange groeve die werd omzoomd door botwanden, waarbij de labiale (buitenste) wand hoger was dan de linguale (binnenste) wand.

### Wervelkolom en ribben
Jesairosaurus bezat negen nekwervels en had een ongewoon korte nek in vergelijking met veel andere basale archosauromorfen, met name de bizarre tanystropheïden waaraan het verwant was. De doornuitsteeksels, die uit de top van elke wervel staken, waren laag en smal, met uitzondering van het doornuitsteeksel van de draaier (tweede halswervel). Bij sommige exemplaren waren alle doornuitsteeksels naar voren gekanteld, terwijl bij andere exemplaren alleen de laatste een dergelijke toestand toonden, terwijl de andere wervels recht omhoog kwamen. Dit is een voorbeeld van individuele variatie binnen het geslacht. Hoewel slecht bewaard gebleven, waren de nekribben van Jesairosaurus-exemplaren lang en dun voor alle halswervels behalve de draaier, waarin ze kort waren.
Minstens vijftien dorsale (rug) wervels waren aanwezig. De doornuitsteeksels van deze wervels waren ook laag en smal, hoewel ze naar de achterkant van het lichaam in hoogte toenamen. Bij sommige exemplaren hebben de middelste ruggenwervels extra voorwaartse of achterwaartse sporen aan de basis van hun doornuitsteeksels. De centra (wervellichamen) van de eerste paar ruggenwervels zijn hoger dan breed en ook afgerond, met elk een holle onderrand. Sommige hebben ook een ondiepe holte aan de zijkanten. De wervels worden breder en robuuster naar de achterkant van het lichaam toe. Volwassen exemplaren van dit geslacht misten een omsloten kanaal voor het ruggenmerg in hun wervellichamen. Grote, plaatachtige zygapophyses (gewrichten tussen wervels) zijn ook aanwezig, samen met diapophyses en naar voren gerichte parapophyses (verschillende soorten ribgewrichten aan de zijkant en voorkant van elke wervel, respectievelijk). Aan de andere kant mist dit geslacht volledige intercentra, kleine botten ingeklemd tussen de centra van elke wervel in sommige tetrapode groepen. De meeste dorsale ribben zijn lang en steken naar buiten en naar achteren uit, behalve de laatste drie welke kort zijn en iets naar voren wijzen. Drie rijen lange buikribben zijn ook aanwezig.
Twee sacrale (heiligbeen) wervels waren aanwezig, met lange en dunne doornuitsteeksels. De voorste staartwervels hadden ook lange en dunne doornuitsteeksels, hoewel het grootste deel van de staart onbekend is. De staartribben zijn kort, wijzen naar achteren en zijn met hun wervels versmolten.

### Schoudergordel en voorpoten
Elk schouderblad is in de schoudergordel met het ravensbeksbeen versmolten tot een scapulocoracoïde, hoewel ze nog steeds kunnen worden onderscheiden door een toegeknepen gebied in het bot. Het dunne schouderblad verwijdt zich tot een waaiervormige structuur terwijl deze zich naar boven en naar achteren uitstrekt. Elk ravenbeksbeen wordt bewaard als een grote en brede plaat die naar achteren verbreed is en doorboord wordt door een gat (een foramen coracoideum). Van voren bezien zouden de twee delen van de schoudergordel een hoek van tachtig graden hebben gevormd. Een staafachtig sleutelbeen was aanwezig langs de voorrand van elk ravenbeksbeen en een smal T-vormig interclaviculum was tussen de twee ravenbeksbeenderen geplaatst. Achter de schoudergordel waren mogelijk ovale borstplaten aanwezig. Deze platen zijn benige componenten van het borstbeen, die bij de meeste reptielen volledig kraakbeenachtig zijn en bij vogels volledig verbeend.
Elk opperarmbeen, het enige deel van de voorpoten dat volledig bewaard is gebleven, is smal bij de middenschacht, maar heeft verbrede proximale (dichtbij het lichaam) en distale (weg van het lichaam) uiteinden. Het proximale uiteinde is het breedste deel, terwijl het distale uiteinde een grote inkeping heeft langs de voorrand die een haakvormige structuur creëert. Zowel de ectepicondylaire en entepicondylaire foramina (twee gaten in de beenstijlen aan het distale uiteinde van het opperarmbeen) zijn volledig gesloten. De proximale uiteinden van het spaakbeen en de ellepijp werden ook bewaard; deze laten zien dat het slanke botten waren.

### Bekken en achterpoten
Elk darmbeen (bovenste plaat van het bekken) leek erg op dat van Prolacerta en Trilophosaurus. Elk darmbeen was driehoekig en werd in tweeën gedeeld door een dikke richel die de bovenrand van de grote heupkom vormde. Het onderste deel van elke zijde van het bekken bestond uit een puboischiadische plaat, gevormd door de versmelting van het naar voren uitstekende schaambeen en het naar achteren uitstekende zitbeen. Het zitbeen steekt niet verder terug dan de achterste punt van het darmbeen. De twee puboischiadische platen aan weerszijden van het bekken versmelten onderaan in een hoek van tachtig graden in vooraanzicht.
Het dijbeen was recht en staafvormig, met een holle en benige kop, hoewel veel details onbekend zijn omdat het bot bij alle exemplaren onvolledig is. Het scheenbeen en kuitbeen (beenderen van het onderbeen) waren ook lang, recht en nauw met elkaar verbonden. Als geheel leken de achterpoten langer dan de voorpoten, waardoor het dier mogelijk een deel van de tijd op twee poten kon rennen. De enkelbotten zijn slecht geconserveerd, maar bij het hielbeen ontbrak blijkbaar een tuber calcaneum (grote benige bult aan de zijkant van het bot).

## Classificatie
In de beschrijving van Jalil uit 1997 werd Jesairosaurus geëvalueerd in een fylogenetische analyse die in twee fasen werd uitgevoerd. De eerste fase analyseerde veel vermeende prolacertiformen, evenals andere reptielen, terwijl de tweede fase vier fragmentarische taxa wegliet: Prolacertoides, Trachelosaurus, Kadimakara en Malutinisuchus. Bij beide analyses werd Jesairosaurus teruggevonden als een prolacertiforme archosauromorf vanwege kenmerken van de schedel en nek. Hoewel de eerste fase van de analyse geen specifieke afstammingslijnen binnen Prolacertiformes kon bepalen, verduidelijkte de tweede fase de interne verwantschappen van de groep. In deze tweede fase bleek Jesairosaurus nauw verwant te zijn aan Malerisaurus omdat ze allebei een dun schouderblad deelden. Bovendien werden deze twee gegroepeerd onder andere geavanceerde prolacertiformes zoals de tanystropheïden vanwege het verlies van hun quadratojugale botten.
Jalils analyse was een van de laatste die steun vond voor de groep Prolacertiformes; praktisch elke volgende analyse, beginnend met Dilkes (1998), vond dat het een onnatuurlijke groepering was van verschillende langnekachtige archosauromorfen. Sinds 1998 plaatsten de meeste analyses de meerderheid van prolacertiformes, waaronder Tanystropheus, Macrocnemus en Protorosaurus, in de groep Protorosauria, die aan de basis van Archosauromorpha stonden. Prolacerta, waarvan de naam Prolacertiformes afgeleid is, werd in een meer afgeleide positie geplaatst, dichter bij archosauriformes (een groep geavanceerde archosauromorfen waaronder dieren zoals Proterosuchus, Euparkeria, krokodillen, dinosauriërs en andere reptielen).
Niet alleen is het begrip Prolacertiformes door de meeste paleontologen verlaten, de geldigheid van Protorosauria is ook in twijfel getrokken. Sommige paleontologen, zoals Martin Ezcurra, hebben betoogd dat tanystropheïden nauwer verwant zijn aan geavanceerde archosauromorfen dan aan Protorosaurus, waardoor Protorosauria een parafyletische graad van vroege archosauromorfen zou zijn. Ezcurra's studie uit 2016 die deze interpretatie ondersteunde, nam ook Jesairosaurus op in een verscheidenheid aan grootschalige fylogenetische analyses. Het bleek het zustertaxon van de tanystropheïden te zijn, ongeacht of ze dichter bij geavanceerde archosauromorfen of bij Protorosaurus stonden. Hoewel Jesairosaurus veel specifieke wervel- en bekkenkenmerken van tanystropheïden miste, om nog maar te zwijgen van hun lange nek, deelde hij een aantal andere kenmerken met deze groep.
Elke premaxilla van Jesairosaurus en tanystropheïden had bijvoorbeeld meer dan vijf tanden en de wandbeenderen van het schedeldak strekten zich uit tot aan de oogkassen. Het interclaviculum van Jesairosaurus en tanystropheïden had een kleine inkeping aan de voorkant, een kenmerk dat onafhankelijk van de clade werd verworven die Prolacerta, Tasmaniosaurus en Archosauriformes omvat. De zijtak van het pterygoïde bot op het plafond van de mond is ook tandeloos bij deze reptielen. Ten slotte hebben ze een uitgebreide entepicondyle (het deel van het distale deel van het opperarmbeen dat naar achteren en naar binnen wijst).
Een fylogenetische analyse uitgevoerd door De-Oliveira et alii (2020) suggereert in plaats daarvan dat Jesairosaurus een clade bezet met Dinocephalosaurus aan de basis van Archosauromorpha, volledig los van de Tanystropheidae.